# Гекенваям
Гекенваям — река на полуострове Камчатка. Протекает по территории Быстринского района Камчатского края России.
Длина реки — 25 км. Берёт исток с южных склонов горы Малый Кетепана, протекает в широтном направлении до впадения в реку Хайрюзова справа.
Имеет два левых притока — Кривой и Лесной.
Название в переводе с корякского Гэкэӈваям — «река оленьих упряжек».
Река является местом нереста лососёвых.
По данным государственного водного реестра России относится к Анадыро-Колымскому бассейновому округу. Код объекта — 19080000212120000032298.